# Fritjof Hillén
Elof Fritjof Valentin Hillén (ur. 19 maja 1893 w Göteborgu, zm. 7 listopada 1977 tamże) – piłkarz szwedzki grający na pozycji obrońcy. W swojej karierze rozegrał 15 meczów w reprezentacji Szwecji.

## Kariera klubowa
Swoją karierę piłkarską Hillén spędził w klubie GAIS z Göteborga. W sezonach 1918/1919 i 1921/1922 wywalczył z nim dwa tytuły mistrza Szwecji.

## Kariera reprezentacyjna
W reprezentacji Szwecji Hillén zadebiutował 3 czerwca 1917 w zremisowanym 1:1 towarzyskim meczu z Danią, rozegranym w Kopenhadze. W 1920 roku zagrał na igrzyskach olimpijskich w Antwerpii. W 1924 roku zdobył ze Szwecją brązowy medal na igrzyskach olimpijskich w Paryżu. Od 1917 do 1925 roku rozegrał w kadrze narodowej 15 spotkań.